# Phthinia tanypus
Phthinia tanypus är en tvåvingeart som beskrevs av Friedrich Hermann Loew 1870. Phthinia tanypus ingår i släktet Phthinia och familjen svampmyggor.
Artens utbredningsområde är New York. Inga underarter finns listade i Catalogue of Life.